# Lema Mabidi
Lema Mabidi (Kinshasa, Zaire, 11 de junio de 1993) es un futbolista de la República Democrática del Congo que juega en la posición de centrocampista con el AS Vita Club de la Linafoot.

## Carrera

### Club
| Periodo   | Club                      |
| --------- | ------------------------- |
| 2009-2013 | Sharks XI FC              |
| 2013-2015 | AS Vita Club              |
| 2015      | CS Sfaxien                |
| 2015–2019 | Raja Casablanca           |
| 2020      | Sabail FK                 |
| 2020–2021 | Al-Quwa Al-Jawiya         |
| 2021      | → Al-Diwaniya SC (cedido) |
| 2022–     | AS Vita Club              |

### Selección nacional
A nivel de selecciones menores participó en el torneo Esperanzas de Toulon de 2013 y en los Juegos de la Francofonía del mismo año. Debutó con República Democrática del Congo el 7 de octubre de 2011 en la derrota por 2-3 ante Camerún en Kinshasa por la Clasificación para la Copa Africana de Naciones de 2012 y su primer torneo internacional fue en la Copa Africana de Naciones 2015.

## Logros
- Moroccan Throne Cup: 2017
- CAF Confederation Cup: 2018
- CAF Super Cup: 2019